# (200223) 1999 TD270
(200223) 1999 TD270 es un asteroide perteneciente al cinturón de asteroides, descubierto el 3 de octubre de 1999 por el equipo del Lincoln Near-Earth Asteroid Research desde el Laboratorio Lincoln, Socorro, Nuevo México.

## Designación y nombre
Designado provisionalmente como 1999 TD270.

## Características orbitales
1999 TD270 está situado a una distancia media del Sol de 2,680 ua, pudiendo alejarse hasta 3,202 ua y acercarse hasta 2,159 ua. Su excentricidad es 0,194 y la inclinación orbital 10,18 grados. Emplea 1603,05 días en completar una órbita alrededor del Sol.

## Características físicas
La magnitud absoluta de 1999 TD270 es 15,5. Tiene 5 km de diámetro y su albedo se estima en 0,045.